# Talking Body
Talking Body ist ein Lied der schwedischen Sängerin und Songwriterin Tove Lo. Es wurde am 24. September 2014 auf ihrem Debütalbum Queen of the Clouds veröffentlicht und war am 13. Januar 2015 dessen zweite ausgekoppelte Single.

## Komposition
Talking Body wurde von Lo, Jakob Jerlström und Ludvig Söderberg geschrieben und von The Struts und Shellback produziert. Es ist ein Elektropop-Lied mit Elementen des Trip hops, Synthpops und Indiepops.

## Erfolg
Der Song erreichte Platz 12 in den Billboard Charts, was für Lo der zweite Top 20 Song nach Habits (Stay High) wurde. Es konnte zudem Rang 4 bei den Mainstream Top 40 Charts erreichen, welche die meistgespielten Songs auf Pop-Radio-Stationen listet. Der Song war 30 Wochen in den amerikanischen Charts und konnte dort zwei Millionen Downloads verzeichnen. In Kanada konnte das Lied Platz 14 erreichen. In Europa konnte sich der Song auf Rang 16 in Schweden, Rang 100 in Deutschland, Rang 17 in Großbritannien und auf Rang 8 in Schottland platzieren, wo dies der dritte Top-20-Song nach Habits (Stay High) und Heroes (We Could Be) der Sängerin wurde.

## Titelliste
- Digitale EP – The Remixes[2][3]

1. Talking Body (Gryffin Remix) – 4:29
2. Talking Body (KREAM Remix) – 3:39
3. Talking Body (WDL Remix) – 3:41
4. Talking Body (Panic City Remix) – 4:46
5. Talking Body (The Young Professions Remix) – 3:39

## Kommerzieller Erfolg

### Chartplatzierungen
| ChartsChartplatzierungen       | Höchstplatzierung | Wochen |
| ------------------------------ | ----------------- | ------ |
| Deutschland (GfK)              | 100 (1 Wo.)       | 1      |
| Schweden (GLF)                 | 16 (32 Wo.)       | 32     |
| Vereinigte Staaten (Billboard) | 12 (30 Wo.)       | 30     |
| Vereinigtes Königreich (OCC)   | 17 (19 Wo.)       | 19     |

| ChartsJahrescharts (2015)      | Platzierung |
| ------------------------------ | ----------- |
| Schweden (GLF)                 | 48          |
| Vereinigte Staaten (Billboard) | 37          |

### Auszeichnungen für Musikverkäufe
| Land/Region                  | Auszeichnungen für Musikverkäufe (Land/Region, Auszeichnung, Verkäufe) | Verkäufe  |
| ---------------------------- | ---------------------------------------------------------------------- | --------- |
| Brasilien (PMB)              | 3× Platin                                                              | 180.000   |
| Dänemark (IFPI)              | Platin                                                                 | 60.000    |
| Deutschland (BVMI)           | Gold                                                                   | 200.000   |
| Italien (FIMI)               | Gold                                                                   | 25.000    |
| Neuseeland (RMNZ)            | 2× Platin                                                              | 60.000    |
| Vereinigte Staaten (RIAA)    | 5× Platin                                                              | 5.000.000 |
| Vereinigtes Königreich (BPI) | Platin                                                                 | 600.000   |
| Insgesamt                    | 2× Gold · 12× Platin ·                                                 | 6.125.000 |